# Starý Poddvorov
Starý Poddvorov település Csehországban, Hodoníni járásban. Starý Poddvorov Prušánky, Nový Poddvorov, Dolní Bojanovice, Mutěnice, Josefov és Čejkovice településekkel határos. Lakosainak száma 950 fő (2024. január 1.).

## Népesség
A település lakosságának változását az alábbi diagram mutatja:
| Lakosok száma | 689  | 835  | 928  | 1059 | 1017 | 943  | 973  | 969  | 931  | 950  |
|               | 1869 | 1900 | 1921 | 1961 | 1980 | 2011 | 2016 | 2019 | 2021 | 2024 |